# 198616 Lucabracali
198616 Lucabracali è un asteroide della fascia principale. Scoperto nel 2005, presenta un'orbita caratterizzata da un semiasse maggiore pari a 2,7642753 UA e da un'eccentricità di 0,0510841, inclinata di 7,10436° rispetto all'eclittica.